# 我们人民党
我们人民党（英語：We The People Party）是一个美国的第三方政党。它由小罗伯特·F·肯尼迪于2024年1月创立，旨在帮助他获得2024年总统竞选的选票。该党的州一级附属机构在加利福尼亚州，而特拉华州、夏威夷州和北卡罗来纳州亦均已成立。此外，该党在得克萨斯州的一个附属机构以德克萨斯独立党的名义成立。

## 目的
此前以独立人士身份参选的肯尼迪声称，创建“我们人民党”是为了更容易获得选票。在大多数州，独立人士需要选民的大量签名才能参与投票。在一些州，政党所需要的的人数要少得多。在选定的州注册一个新政党可以使在每个州获得投票权所需的签名总数减少330,000人。

## 状态

### 归档
特拉华州、夏威夷州和北卡罗来纳州的选举官员证实，他们已收到在各自州成立“我们人民党”附属机构的申请。而得克萨斯州州务卿简·尼尔森也证实已收到成立德克萨斯独立党的申请。然而，加利福尼亚州没有选举官员对此事发表评论，密西西比州则声称他们尚未收到齐全的必需文件。

### 注册
我们人民党在夏威夷州和北卡罗来纳州等12州取得选举资格。而密西西比州则要求我们人民党在9月之前完成補件。
为了获得地方性的政党地位，我们人民党需要在加州拥有75,000名注册党员，特拉华州则需要770名注册党员；之后甘迺迪分别获得美国独立党和特拉华州独立党在这两州的提名而取得选举资格。

## 引用
1. ↑  Large, Steve. . www.cbsnews.com. 2024-01-16  [2024-01-17]. （原始内容存档于2024-07-17） （美国英语）.
2. ↑  Leeman, Zachary. . The Messenger. 2024-01-16  [2024-01-17]. （原始内容存档于2024-01-17） （英语）.
3. 1 2 3  Astor, Maggie. . The New York Times. 2024-01-16  [2024-01-17]. ISSN 0362-4331. （原始内容存档于2024-07-22） （美国英语）.
4. 1 2  Bohannon, Molly. . Forbes.   [2024-01-17]. （原始内容存档于2024-06-25） （英语）.
5. ↑  danmurphy. . Yonkers Times. 2024-01-17  [2024-01-17]. （原始内容存档于2024-01-17） （美国英语）.
6. ↑  . www.audacy.com. 2024-01-17  [2024-01-18]. （原始内容存档于2024-02-25） （英语）.